# Iowa Barnstormers
Die Iowa Barnstormers sind ein Arena-Football-Team aus Des Moines, Iowa das aktuell in der Indoor Football League (IFL) spielt. Ihre Heimspiele tragen die Barnstormers in der Wells Fargo Arena aus.

## Geschichte
Die Barnstormers wurden 1995 gegründet und spielten bis zum Jahr 2000 in der Arena Football League (AFL). Sie erreichten zwei Mal hintereinander den ArenaBowl, verloren aber beide Finalspiele. In der ersten drei Jahren ihres Bestehens spielte Kurt Warner bei den Barnstormers. Seine Leistung während dieser Zeit war so eindrucksvoll, dass er zu den besten 20 Arena Footballspielern aller Zeit gewählt wurde. Später spielte Warner in der NFL und konnte dort mit den St. Louis Rams den Super Bowl XXXIV gewinnen.
Zur Saison 2001 räumten die Barnstormers ihren Platz in der AFL und wurden durch die New York Dragons ersetzt. Die Barnstormers nahmen im gleichen Jahr an der af2 teil, allerdings mit mäßigem Erfolg. Nach nur einem Jahr in der af2 lösten sie sich anschließend vorübergehend auf.
Nach dem Rückzug der New York Dragons, zog das Team zur Saison 2008 erneut nach Des Moines um und durfte fortan unter ihrem alten Namen Barnstormers in der af2 teilnehmen.
Nachdem sich die af2 2009 aufgelöst hatte, nahmen die Barnstormers zwischen 2010 und 2014 erneut am Spielbetrieb der AFL teil. Die kommenden Jahre waren mehr als dürftig mit keiner einzigen Playoffteilnahme in den fünf Jahren.
Seit der Saison 2015 spielen sie in der Indoor Football League (IFL). Grund für den Ausstieg aus der AFL waren neben dem schlechten sportlichen Abschneiden die Möglichkeit, wieder auf lokale Spieler zu setzen und durch die geographische Nähe zu anderen Teams eine freundliche Rivalität aufzubauen, die die letzten Jahre gefehlt haben.
Die bisherigen drei Spielzeiten in der IFL verliefen ebenfalls suboptimal. Immerhin konnte man 2017 endlich eine Playoffteilnahme realisieren, scheiterte aber schließlich im Halbfinale gegen die Sioux Falls Storm mit 32:66 und schied aus.

## Saisonstatistiken
| Jahr | Team              | Liga | S  | N  | Platzierung | Playoffrunde |
| ---- | ----------------- | ---- | -- | -- | ----------- | --- |
| 1995 | Iowa Barnstormers | AFL  | 7  | 5  | 2.          | S Viertelfinale gg. Arizona Rattlers 56:52 N Halbfinale gg. Orlando Predators 49:56                                             |
| 1996 | Iowa Barnstormers | AFL  | 12 | 2  | 1.          | S Viertelfinale gg. St. Louis Stampede 52:49 S Halbfinale gg. Albany Firebirds 62:55 N ArenaBowl X gg. Tampa Bay Storm 38:42    |
| 1997 | Iowa Barnstormers | AFL  | 11 | 3  | 1.          | S Viertelfinale gg. San Jose SaberCats 68:59 S Halbfinale gg. Orlando Predators 52:34 N ArenaBowl XI gg. Arizona Rattlers 33:55 |
| 1998 | Iowa Barnstormers | AFL  | 5  | 9  | 3.          | |
| 1999 | Iowa Barnstormers | AFL  | 11 | 3  | 1.          | S Viertelfinale gg. Milwaukee Mustangs 66:34 N Halbfinale gg. Orlando Predators 41:48                                           |
| 2000 | Iowa Barnstormers | AFL  | 9  | 5  | 1.          | N Viertelfinale gg. Nashville Kats 56:63                                                                                        |
| 2001 | Iowa Barnstormers | af2  | 9  | 7  | 3.          | |
| 2008 | Iowa Barnstormers | af2  | 6  | 10 | 5.          | |
| 2009 | Iowa Barnstormers | af2  | 12 | 4  | 1.          | S Achtelfinale gg. Manchester Wolves 70:53 N Viertelfinale gg. Green Bay Blizzard 46:51                                         |
| 2010 | Iowa Barnstormers | AFL  | 7  | 9  | 4.          | |
| 2011 | Iowa Barnstormers | AFL  | 5  | 13 | 5.          | |
| 2012 | Iowa Barnstormers | AFL  | 7  | 11 | 2.          | |
| 2013 | Iowa Barnstormers | AFL  | 6  | 12 | 3.          | |
| 2014 | Iowa Barnstormers | AFL  | 6  | 12 | 4.          | |
| 2015 | Iowa Barnstormers | IFL  | 6  | 8  | 5.          | |
| 2016 | Iowa Barnstormers | IFL  | 4  | 12 | 5.          | |
| 2017 | Iowa Barnstormers | IFL  | 13 | 3  | 2.          | N Halbfinale gg. Sioux Falls Storm 32:66                                                                                        |

## Personen

### Retired Numbers
Die Rückennummer 13 von Kurt Warner während seiner Zeit in Iowa wurde zu seinen Ehren zurückgezogen, d. h. die Nummer kann bei den Barnstormers in Zukunft niemand mehr tragen.

## Stadion

### Veterans Memorial Auditorium (1995–2001)
Anfangs trugen die Barnstormers ihre Heimspiele im 1955 gegründeten Veterans Memorial Auditorium aus. Die Arena wurde unter anderem von den Universitätsmannschaften der Drake University in Des Moines mitbenutzt. Außerdem fanden dort immer wieder Konzerte statt. So gastierte Ozzy Osbourne am 20. Januar 1982 im Veterans Memorial Auditorium.

### Wells Fargo Arena (seit 2008)
Nach dem Umzug der Barnstormers von New York zurück nach Des Moines bezogen sie die für über 15.000 Zuschauer fassende Wells Fargo Arena. Mitbenutzt von den Iowa Wild aus der American Hockey League (AHL), ist sie bis heute ihre Heimspielstätte.